# Shantay Legans
Shantay Andrade Legans (Ventura, Kalifornia, 1981. június 30. –) amerikai kosárlabdázó és kosárlabdaedző, 2021-től a Portland Pilots vezetőedzője. 2005 és 2007 között holland profi csapatokban játszott.
2014-ben feleségül vette az Eastern Washington Eagles egykori játékosát, Tatjana Sparavalót. Két gyermekük született.

## Tanulmányai
A Dos Pueblos Középiskolában érettségizett, majd a UC Berkeley-re járt. 2004-ben a Fresno State-en afrikai tanulmányok szakon szerzett diplomát.

## Profi csapatokban
2005–2006-ban a BSW, míg 2006–2007-ben a Donar profi holland kosárlabdaklubok játékosa volt.

## Edzőként

### Kezdetek
2007 és 2009 között a Laguna Blanca School edzője, majd 2009 és 2017 között az Eastern Washington Eagles helyettes edzője volt. A csapat 2016-ban és 2017-ben megnyerték a CBI bajnokságát.

### Eastern Washington Eagles
2017. március 29-én felettese, Jim Hayford lemondását követően az Eagles vezetőedzője lett.
2015-ben megnyerték a Big Sky Conference bajnokságát. A 2017–18-as szezon a csapat negyedik nyertes éve volt. 2020. március 10-én Leganst a konferencia az év edzőjének választotta.

### Portland Pilots
2021. március 22-én kinevezték a Portland Pilots vezetőedzőjévé.

## Eredményei vezetőedzőként
| Szezon                                                          | Eredmény                                       | Eredmény                                       | Helyezés                                       | Továbbjutás                                    |
| Szezon                                                          | Összesített                                    | Konferencia                                    | Helyezés                                       | Továbbjutás                                    |
| Eastern Washington Eagles (Big Ten Conference)                  | Eastern Washington Eagles (Big Ten Conference) | Eastern Washington Eagles (Big Ten Conference) | Eastern Washington Eagles (Big Ten Conference) | Eastern Washington Eagles (Big Ten Conference) |
| --------------------------------------------------------------- | ---------------------------------------------- | ---------------------------------------------- | ---------------------------------------------- | ---------------------------------------------- |
| 2017–18                                                         | 20–15                                          | 13–5                                           | T–3.                                           | CBI első kör                                   |
| 2018–19                                                         | 16–18                                          | 12–8                                           | 3.                                             | –                                              |
| 2019–20                                                         | 23–8                                           | 16–4                                           | 1.                                             | A szezon a Covid19 miatt megszakadt.           |
| 2020–21                                                         | 16–8                                           | 12–3                                           | T–2.                                           | NCAA Round of 64                               |
| Eredmény:                                                       | 75–49 (.605)                                   | 53–20 (.726)                                   | –                                              | –                                              |
| Portland Pilots(West Coast Conference)                          |                                                |                                                |                                                |                                                |
| 2021–22                                                         | 19–15                                          | 7–7                                            | 6.                                             | TBC negyeddöntő                                |
| 2022–23                                                         | 13–18                                          | 5–11                                           | 8.                                             | –                                              |
| 2023–24                                                         | 12–21                                          | 5–11                                           | T–6.                                           | –                                              |
| Eredmény:                                                       | 45–55 (.450)                                   | 17–29 (.370)                                   | –                                              | –                                              |
| Összesen:                                                       | 120–104 (.536)                                 | –                                              | –                                              | –                                              |
| Jelmagyarázat: Konferenciaszezon-bajnok Konferenciatorna-bajnok |                                                |                                                |                                                |                                                |

## Fordítás
- Ez a szócikk részben vagy egészben  a   Shantay Legans című angol Wikipédia-szócikk ezen változatának fordításán alapul.  Az eredeti cikk szerkesztőit annak laptörténete sorolja fel. Ez a jelzés csupán a megfogalmazás eredetét és a szerzői jogokat jelzi, nem szolgál a cikkben szereplő információk forrásmegjelöléseként.